# Bernd Jäkel
Bernd Jäkel est un skipper allemand né le 1er mai 1954 à Berlin.

## Biographie
Bernd Jäkel participe aux Jeux olympiques d'été de 1988 à  Séoul sous les couleurs de l'Allemagne de l'Est, puis aux Jeux olympiques d'été de 1996 à Atlanta sous les couleurs de l'Allemagne. Il remporte la médaille d'or dans l'épreuve du soling en compagnie de Thomas Flach et Jochen Schümann. Lors des Jeux olympiques d'été de 1992 à Barcelone, le même équipage termine à la 4e place.